# Chelonus sulcatus
Chelonus sulcatus är en stekelart som beskrevs av Louis Jurine 1807.
Chelonus sulcatus ingår i släktet Chelonus och familjen bracksteklar. Arten är reproducerande i Sverige. Inga underarter finns listade i Catalogue of Life.